# 小泉友香
小泉 友香（こいずみ ゆか、1979年12月31日 - ）は、日本のAV女優。

## 略歴
東京都出身。1999年、『アンニュイな果肉』でAVデビュー。

## 出演作品
- アンニュイな果肉（1999年7月30日、アトラス21）
- 月に濡れて（1999年8月20日、アトラス21）
- LOVES PLASH（1999年9月15日、アトラス21）
- Frantic Gramour（1999年10月31日、HRC）
- なまいき（1999年11月25日、HRC）

| スタブアイコン | サブスタブ | この項目は、まだ閲覧者の調べものの参照としては役立たない、性風俗関係者に関連した書きかけの項目です。この項目を加筆・訂正などしてくださる協力者を求めています（P:性/PJ:性）。 |